# Ruta nacional PE-34C
La Ruta nacional PE-34C es una variante, la cual forma parte de la ruta nacional PE-34. Inicia en el departamento de Puno en el desvío Santa Lucía-Chiguata y termina en la variante de uchumayo en la intersección con la vía de evitamiento, atraviesa la ciudad de Arequipa